# Laxton's Early Gage
Laxton's Early Gage es una variedad cultivar de ciruelo (Prunus domestica), de las denominadas ciruelas europeas,
una variedad de ciruela obtenida de una plántula de 'Reina Claudia Bavay' criado por "Laxton Bros. Ltd.", Bedford. Las frutas tienen un tamaño grande a muy grande, color de piel verdoso o amarillo calabaza claro con manchas irregulares más claras, sin chapa, a veces con salpicaduras y puntos aislados de color carmín, punteado lenticelar abundante muy menudo, a veces formando grupos compactos, blanquecino, con aureola verdosa o imperceptible, y pulpa de color amarillo verdosa o ambarina, con una textura firme, poco jugosa, y un sabor subácido, poco dulce y rico.

## Historia
'Laxton's Early Gage' es una variedad inglesa, obtenida de una plántula de 'Reina Claudia Bavay' criado por "Laxton Bros. Ltd.", Bedford. Ciruela considerada incluida en el grupo de las "Reinas Claudias".
'Laxton's Early Gage' está cultivada en diversos bancos de germoplasma de cultivos vivos, tales como en National Fruit Collection (Colección Nacional de Fruta) de Reino Unido con el número de accesión: 1951-338 y Nombre Accesión : Laxton's Early Gage. Fue introducida en el "Probatorio Nacional de Fruta" para evaluar sus características en 1948.

## Características
'Laxton's Early Gage' árbol con una copa abierta y ancha y un tronco grueso con corteza áspera, que produce antes y mejor que la RC Verte, que da frutos abundantes. Requiere suelo ligero y una posición soleada. Es auto estéril necesita otras variedades polinizadoras. Las mejores frutas vienen cuando hay un comienzo de verano húmedo y un clima cálido y seco en el período de maduración. Si el clima es al revés, gran parte de la cosecha se pierde por culpa de la monilinia (Podredumbre parda). Tiene un tiempo de floración que comienza a partir del 16 de abril con el 10% de floración, para el 20 de abril tiene una floración completa (80%), y para el 30 de abril tiene un 90% de caída de pétalos.
'Laxton's Early Gage' tiene una talla de tamaño grande a muy grande (peso promedio 57,00 gr), de forma elíptico redondeada o redondeada, algo deprimida en los polos, en general, ligeramente asimétrica con un lado algo más desarrollado, con la sutura bien perceptible, de color grisáceo indefinido, transparente, hundida y a veces hendida en la cavidad peduncular, en el resto del fruto situada en una depresión muy ligera o completamente superficial; epidermis recubierta de pruina muy abundante, espesa, blanquecina, pubescencia muy abundante por casi todo el fruto, pero sobre todo en el polo pistilar, la piel con color verdoso o amarillo calabaza claro con manchas irregulares más claras, sin chapa, a veces con salpicaduras y puntos aislados de color carmín, punteado lenticelar abundante muy menudo, a veces formando grupos compactos, blanquecino, con aureola verdosa o imperceptible; Pedúnculo de longitud corto o mediano (promedio de 12,60mm), fuerte, muy pubescente, casi tomentoso, ubicado en una cavidad del pedúnculo de anchura mediana y poca profundidad, medianamente rebajada en la sutura, y menos y más suavemente en el lado opuesto;pulpa de color amarillo verdosa o ambarina, con una textura firme, poco jugosa, y un sabor subácido, poco dulce y rico.
Hueso adherente en caras laterales, rara vez libre, de tamaño mediano o grande, elíptico, con ligera cresta ventral, con surco dorsal profundo y ancho; surcos laterales poco acusados, y las caras laterales semi-lisas en parte central, rugosas o escabrosas en zona pistilar y con bastantes orificios junto a zona dorsal.
Su tiempo de recogida de cosecha se inicia en su maduración de la primera y segunda decena de septiembre.

## Progenie
'Laxton's Early Gage' es el "Parental Madre" de la variedad Anita.

## Usos
La ciruela 'Laxton's Early Gage' se comen crudas de fruta fresca en mesa.

## Cultivo
Auto estéril, necesita polinizadores de otras variedades de ciruelos, tales como los de Reina Claudia.

## Enfermedades y plagas
Plagas específicas:
Pulgones, Cochinilla parda, aves Camachuelos, Orugas, Araña roja de árboles frutales, Polillas minadoras de hojas, Pulgón enrollador de hojas de ciruelo.
Enfermedades específicas:
Podredumbre parda de las ciruelas.